# 南極大陸 (電視劇)
《南極大陸》是2011年日本TBS电视台为庆祝60週年台庆而製作的紀念性電視劇。该剧改編自由北村泰一所著的《南極越冬隊太郎次郎的真實》一書，并由木村拓哉担任主演。
這是木村繼《美麗人生》、《夢想飛行Good Luck》、《華麗一族》後，第4次主演TBS電視台“周日劇場”时段的电视剧。

## 概要
故事發生在昭和30年（1955年）間，戰後10年左右，日本為了尋回戰敗中失去的自信，人們不顧一切地拼命工作，想要重新恢復經濟。但是，世界各國都給日本貼上了「模仿之國」、「戰敗國」的標籤。當時，世界各地關於觀測地球的活動很活躍。以美國、蘇聯為中心的戰勝國成立了國際地球觀測年特別委員會，計劃在未知的大陸南極進行觀測。東京大學的教授白崎優與倉持岳志二人參加了關於南極觀測的國際協調會議，雖然在會議上承受著「戰敗國日本」的罵聲，但為了使日本從「戰後時代」的陰霾中走出來，二人回國後盡力推動日本參與南極觀測。作為亞洲唯一參加該計劃的國家，日本被分配到的觀測地點是在地圖上被標示為「無法靠近」（Inaccessible）的哈拉爾王子海岸（Prince Harald Coast），那裡零下50度，充斥著每秒風速100米的暴風雪，是最惡劣的地方，完全不被世人所期待。在資金匱乏、沒有遠航船隻等困難重重之下，拉雜成軍的日本南極觀測隊終於在兩年後，帶同十幾頭樺太犬向著遙遠的南極進發……
本劇與自1983年保持15年票房紀錄的電影《南極物語》同樣取材於1958年日本南極越冬隊與樺太犬的真實事件。

## 演員陣容
【】內為人物參照原型

### 第一次南極觀測隊
- 倉持岳志：木村拓哉（童年：小泉諒河）【菊池徹】（粵語配音：蘇強文）

東京大學理學部副教授、山岳部隊員，為發生登山意外時的隊長，因此次意外而留下陰影。日本南極觀測隊的發起人之一，與白崎優一起參與了國際會議、並一同開始推動日本參加南極觀測。最初因東大山岳部的登山意外而被拒加入觀測隊，但仍留下幫忙找尋樺太犬，在「宗谷」首次試水失敗後，又參與復修工作，終獲官方特別邀請加入觀測隊。為替父親完成登上波茲南天山的遺志，發起越冬計劃，為越冬隊副隊長。
- 白崎優：柴田恭兵（日语：柴田恭兵）（特別演出）【永田武】（粵語配音：張炳強）

東京大學名譽教授、第一次南極觀測隊隊長，日本南極觀測隊的發起人之一，與倉持岳志一起參與了國際會議、並一同開始推動日本參加南極觀測。
- 星野英太郎：香川照之 【西堀榮三郎】（粵語配音：李錦綸）

京都大學理學部教授、第一次南極觀測隊副隊長及越冬隊長。從事南極研究的極少數科學家之一，訓練樺太犬並帶到南極的建議者。
- 冰室晴彥：堺雅人（粵語配音：陳欣）

大藏省事務補佐官、東京大學山岳部發生登山意外時的隊員，越冬隊中的政府代表。與倉持認識多年，二人表面不和，心底卻視對方為好友，唯一與倉持同登波茲南天山頂的人。
- 內海典章：緒形直人 （粵語配音：葉振聲）

帝都新聞社政治部記者、東京大學山岳部發生登山意外時的隊員。在報紙上刊登有關南極探險隊報導，呼籲國民捐款，也是越冬隊員之一，負責新聞發佈。
- 犬塚夏男：山本裕典【北村泰一】（粵語配音：伍博民）

京都大學大學院生, 研究極光。南極觀測隊徵募面試時撒謊說自己有馴犬的經驗而被挑選為隊員，越冬隊員之一，負責管理樺太犬。
- 鮫島直人：寺島進（日语：寺島進）（粵語配音：朱子聰）

石松汽車修理工，前海軍軍人，為了成為兒子的驕傲加入觀測隊，越冬隊員之一，負責機械工程。於赴南極途中，因事與倉持發生爭執並毆鬥而交惡，後因倉持捨命相救而視對方為恩人，稱呼倉持為大將（たいしょう）。
- 橫峰新吉：吉澤悠（日语：吉沢悠）（粵語配音：劉奕希）

帝都新聞社通信部，於觀測隊中負責對外通訊，越冬隊員之一，初因妻子懷孕而不願參加越冬，但因無人能夠負責越冬隊對外的通訊，又得知妻子平安誕下龍鳳胎，終決定參與越冬。
- 船木幾藏：岡田義徳（粵語配音：劉昭文）

海上保安廳所属，負責介紹南極觀測船「宗谷」，越冬隊員之一，負責建造工程。
- 嵐山肇：川村陽介（日语：川村陽介）（粵語配音：馮錦堂）

登山領隊，越冬隊員之一，與船木一同負責建造工程。
- 山萬平：石本武士（日语：ドロンズ石本）（粵語配音：陳卓智）

廚師，越冬隊員之一，負責伙食。
- 谷健之助：志賀廣太郎（日语：志賀廣太郎）（粵語配音：林國雄）

函館厚生醫院外科醫生，越冬隊隊醫，兩名兒子於二戰中陣亡。
- 安藤道雄：佐藤隆太

### 南極觀測隊成員的關係人物（家族）
- 高岡美雪：綾瀨遙（粵語配音：曾秀清）

由香里的妹妹，岳志的小姨子，也是他唯一的親人。彌文小學校教師。
- 倉持（高岡）由香里：仲間由紀惠（照片）

戰時逝世。美雪的姊姊，岳志的妻子，劇中沒有正式登場的人物。
- 倉持篤志：渡瀨恆彥（日语：渡瀬恒彦）（粵語配音：招世亮）

岳志的父親。曾參加白瀨南極探險隊。
- 古館智大：山本學（日语：山本學）（粵語配音：黃子敬）

北海道大學名譽教授，樺太犬研究的第一人。
- 古館綾子：木村多江（粵語配音：梁少霞）

古館教授的女兒，遥香和亮的母親。
- 古館遥香：蘆田愛菜（粵語配音：陳皓宜）

綾子的女兒，父親逝世後把力奇當作父親看待，一開始極不情願力奇去南極，後來以「一定要讓牠平安回來」為條件同意將力奇交給倉持。
- 古館亮：井上瑞稀（粵語配音：魏惠娥）

綾子的兒子，遥香的哥哥。同樣在父親逝世後把力奇當作父親看待。
- 犬塚淳蔵：矢崎滋（日语：矢崎滋）（粵語配音：林保全）

犬塚夏男的父親，靜岡縣果農。
- 犬塚美津子：大野糸（粵語配音：陳皓宜）

犬塚夏男的妹妹。
- 鮫島純子：加藤貴子（粵語配音：沈小蘭）

直人的妻子。
- 鮫島健太：佐藤詩音（日语：佐藤詩音）

直人的兒子。
- 橫峰奈緒美：田中廣美（日语：さくら (タレント)）（粵語配音：陸惠玲）

橫峰新吉的妻子，在第2話替橫峰新吉生了雙胞龍鳳胎，兒子取名為橫峰大地，女兒取名為橫峰友子。
- 晴夫：矢部光祐（日语：矢部光祐）（粵語配音：蔡惠萍）

彌文小學校學生，經常背著年幼的弟弟。在岳志為南極探險隊資金問題惆悵時，帶頭捐了5日圓，使岳志重新振作。

### 其他登場人物
- 冰室的父親：黑部進（粵語配音：譚炳文）

政治家。
- 畠野晉平：中原丈雄（日语：中原丈雄）（粵語配音：盧國權）

日本鋼管淺野造船所（橫濱）工場長。被倉持的熱誠打動，決定為南極觀測船「宗谷」進行改造、加強工作。
- 牧野茂：加藤剛（日语：加藤剛）（粵語配音：陳曙光）

戰艦「大和」的設計者。

## 越冬樺太犬隊

### 經古館智大嚴格訓練的10隻樺太犬
1957年，日本初次參加南極觀測，當時為了輸送物資，使用20頭樺太犬（からふとけん）作雪橇犬隊。而每隻樺太犬的載重量約為40kg。
- 小白

3歲，牠在利尻島長大，喜歡冰室。被古館（古館智大）稱讚它很聰明，有做前導犬的潛質（第1集有提及），第8集和力奇等犬一起尋找主人的途中找到冰室因受傷而遺留在鯨魚遺骸的繃帶，待在鯨魚遺骸內，身旁陪著繃帶死去。
- 比布小熊（比布のクマ）

4歲，牠在上川郡的比布町長大，因而稱為比布小熊，在南極越冬期間失蹤。
- 紋別小熊（紋別のクマ）

4歲，牠在紋別市長大，因而稱為紋別小熊，第8集因無法掙脫頸圈而活活餓死。
- 小紅

6歲，牠在稚内市長大，牠最喜歡的食物是草莓和橘子，第8集因無法掙脫頸圈餓死。
- 安可

3歲，牠在苫小牧市長大，牠最喜歡的食物是乾燥的白菜，第9集因被極光吸引後脫離力奇等犬而失蹤。
- 風連小熊（風連のクマ）

6歲，牠在風連町長大，因而稱為風連小熊，牠是白瀨南極探險隊的樺太犬後代（第1集有提及）。牠育有太郎、次郎和三郎三個兒子，第9集受困於碎冰流之中而遭海水沖走。
- 傑克

4歲，牠在利尻島長大，第8集與力奇等犬在尋找主人的途中跌落冰谷身亡。
- 佩斯

5歲，牠在利尻島長大，第8集因無法掙脫頸圈而活活餓死。
- 貝克

3歲，牠在利尻島長大，越冬期間（第4集）死於腎臟病。
- 小鐵

6歲，牠在旭川市長大，第5集其手被困雪橇的繩裏後被犬塚解開而逃走，同集歸隊。第6集死於衰老。

### 倉持與犬塚找來的樺太犬
- 力奇 

7歲，牠在旭川市長大，牠曾經是雪橇犬隊的前導犬。後被收養在古館家，亮和遙香在父親逝世後把牠當作父親看待。雖然掙脫頸圈，但在第9集顯露疲態，完結篇待在昭和基地前，凍死在冰雪裡。
- 太郎 

1歲，牠在稚内市長大，名字由來是取自白瀨南極探險隊表現出色的樺太犬太郎，是奇蹟般僅存的兩隻樺太犬之一。
- 次郎 

1歲，牠在稚内市長大，名字由來是取自白瀨南極探險隊表現出色的樺太犬次郎，是奇蹟般僅存的兩隻樺太犬之一，和白子是夫妻關係。
- 三郎

第1集因無法掙脫頸圈而餓死。
- 五郎

3歲，牠在稚内市長大，第9集因無法掙脫頸圈而活活餓死。
- 波奇

4歲，牠在利尻島長大，第8集因無法掙脫頸圈流血過多而死。
- 小黑

4歲，牠在利尻島長大，第8集因無法掙脫頸圈而活活餓死。
- 莫高

3歲，牠在深川市長大，第8集因無法掙脫頸圈而活活餓死。
- 戴利

6歲，牠在旭川市長大，與力奇等犬在尋找主人而奔走，後因故失蹤。

### 回國的樺太犬
- 白子

1歲半，牠在稚内市長大，越冬犬隊唯一的母狗，生有8隻小狗。與8隻小狗和第一次越冬隊員一起回到日本，和次郎是夫妻關係。
- 湯姆

次郎、白子的兒子。
- 摩古

次郎、白子的兒子。（註：次郎、白子的兒子摩古並非已在第8集已死的摩谷。）
- 小峰

次郎、白子的兒子。

## 製作人員
- 原作：北村泰一 「南極越冬隊太郎次郎的真實紀錄」（小學館）
- 劇本：泉吉紘
- 旁白：奈良岡朋子
- 音樂： 高見優、吉川慶
- 音樂製作 ：志田博英
- 南極影像 ：樋江井彰敏
- 製作人：石丸彰彥、伊與田英德、山田康裕
- 導演：福澤克雄
- 製作：TBS電視台

## 收視率
| 話數                                                        | 播放日期       | 日文副標題 | 中文副標題                                                                          | 導演     | 收視率 |
| ----------------------------------------------------------- | -------------- | ---------- | ----------------------------------------------------------------------------------- | -------- | ------ |
| 第一話                                                      | 2011年10月16日 |            | 為了戰後日本復活的愛與生命的感人故事～ 56年前發生的狗與人類之間的奇蹟，故事開始轉動 | 福澤克雄 | 22.2%  |
| 第二話                                                      | 2011年10月23日 |            | 到達！南極大陸                                                                      | 福澤克雄 | 19.0%  |
| 第三話                                                      | 2011年10月30日 |            | 奇蹟的狗兒們                                                                        | 福澤克雄 | 16.9%  |
| 第四話                                                      | 2011年11月6日  |            | 永別，親愛的朋友                                                                    | 福澤克雄 | 15.8%  |
| 第五話                                                      | 2011年11月13日 |            | 同伴之死…                                                                           | 福澤克雄 | 13.2%  |
| 第六話                                                      | 2011年11月20日 |            | 54年前的真相                                                                        | 福澤克雄 | 19.1%  |
| 第七話                                                      | 2011年11月27日 |            | 與樺太犬的結局                                                                      | 福澤克雄 | 13.4%  |
| 第八話                                                      | 2011年12月4日  |            | 沒有榮耀的英雄                                                                      | 福澤克雄 | 15.0%  |
| 第九話                                                      | 2011年12月11日 |            | 落幕…奇蹟的發生！                                                                   | 福澤克雄 | 16.7%  |
| 最終話                                                      | 2011年12月18日 |            | 落幕～超越時空… 52年前的真實奇蹟的開始結束！！                                      | 福澤克雄 | 22.0%  |
| 平均收視率18.0%（收視率由Video Research於日本關東地區統計） |                |            |                                                                                     |          |        |

## 主題曲
- 中島美雪「來自荒野」

## 相關資料
南極大陸可以說是全世界唯一沒有犬隻的地區。「國際南極條約組織」出於保護南極環境考慮，1991年在西班牙馬德里發佈南極禁犬令：「犬隻不宜再引進南極大陸及冰架；南極區域所有的犬隻必需在1994年4月前離開。」遵照禁令，此後駐紮在南極的各國考察研究隊伍就沒有任何的犬隻陪伴。

## 外部連結
- TBS電視台－南極大陸 （页面存档备份，存于）
- YouTube上的荒野より(中島みゆき/song)
- 緯來日本台－南極大陸 （页面存档备份，存于）

## 節目的變遷
| 日本TBS 周日劇場                       | 日本TBS 周日劇場                     | 日本TBS 周日劇場 |
| -------------------------------------- | ------------------------------------ | ---------------- |
|                                        | 南極大陸 （2011.10.16 - 2011.12.18） |                  |
| 華和家四姊妹 （2011.7.10 - 2011.9.18） | 命運之人 （2012.01.15 - 2012.03）    |                  |

| 香港 無綫劇集台 星期日15:00-17:00及21:00-23:00                                                                           | 香港 無綫劇集台 星期日15:00-17:00及21:00-23:00 | 香港 無綫劇集台 星期日15:00-17:00及21:00-23:00 |
| --- | ---------------------------------------------- | ---------------------------------------------- |
| | 南極大陸 （2012.04.15 - 2012.05.20）           |                                                |
| （2012.02.05 - 2012.04.08）                                                                                              | 華和家四姊妹 （2012.05.27 - 2012.07.01）       |                                                |
| 香港 高清翡翠台 星期六午夜連續劇                                                                                         |                                                |                                                |
| （2012.09.22 - 2012.11.10）                                                                                              | 南極大陸 （2012.11.17 - 2013.01.26）           | （2013.02.02）                                 |
| 香港 無綫電視翡翠台 星期日 11:00-11:55 1月12日、19日、26日、3月9日、16日 10:30-11:55 2月2日 暫停播映 3月23日 10:15-11:55 |                                                |                                                |
| 反胖夢情人 （2013.10.20 - 2013.12.29）                                                                                   | 南極大陸 （2014.01.05 - 2014.03.23）           | 華和家四姊妹 （2014.03.30 - 2014.06.08）       |

| 緯來日本台 週一至週五 21:00至22:00                  | 緯來日本台 週一至週五 21:00至22:00       | 緯來日本台 週一至週五 21:00至22:00         |
| --------------------------------------------------- | ---------------------------------------- | ------------------------------------------ |
|                                                     | 南極大陸 （2012.05.21 - 2012.06.04）     |                                            |
| 理想母子 （2012.05.07 - 2012.05.18）                | 華和家四姊妹 （2012.06.05 - 2012.06.19） |                                            |
| 週一至週五晚上10點 - 睌上12點（一天一次撥最新兩集） |                                          |                                            |
| 腦科學先生 （2013年5月16日－2013年5月28日）         | 南極大陸 （2013年5月29日－2013年6月5日） | 電視審判秀 （2013年6月6日－2013年6月18日） |